# Gabriela Ruivo Trindade
Gabriela Ruivo Trindade (Lisboa, 1970) é uma escritora e psicóloga portuguesa. Foi a vencedora da edição de 2013 do Prémio LeYa, pelo seu primeiro romance intitulado Uma Outra Voz.

## Biografia
Gabriela Ruivo Trindade nasceu em Lisboa em 1970, filha de pais oriundos de Estremoz. Em 1996, licenciou-se em Psicologia pela Faculdade de Psicologia e Ciências da Educação da Universidade de Lisboa e trabalhou como Psicóloga e Formadora Profissional até 1999. Em 2004 mudou-se para Londres, onde se dedica ao artesanato e à escrita.

## Obras
- Uma Outra Voz (Leya, 2014)
- A Vaca Leitora (D. Quixote, 2016)
- Contos da Emigração - Homens que Sofrem de Sonhos (Oxalá Editora, 2018)
- Aves Migratórias (On y va, 2019)
- Espécies Protegidas (On y va, 2021)
- Lei da Gravidade (Porto Editora, 2023)